# Ginkgo biloba (farmacología)
El extracto de Ginkgo biloba es obtenido de las hojas verdes desecadas del árbol Ginkgo o «árbol de los cuarenta escudos» y que, por cuestiones de calidad, se estandariza por medio de procesos de alta tecnología para ser usado en terapia farmacológica. Se considera un psicoanaléptico con la categoría de fármaco usado contra la demencia.

## Farmacología
El Ginkgo biloba de uso terapéutico farmacológico debe ser estandarizado para poder cumplir con las normas mundiales y se le ha designado el número EGb-761 como indicador de calidad farmacéutica definida. 

### Componentes
La preparación estándar del extracto de la hoja del Ginkgo (EGb 761) contiene 2 componentes bioactivos principales, glucósidos flavonoides (24 %) y lactonas de terpeno (6 %), junto con el ácido ginkgólico tipo A, B y C, que se ha notado actúa como un alérgeno. Se ha reportado que el extracto de la hoja del Ginkgo tiene propiedades neuroprotectoras, anticancerígenas, cardioprotectoras; que mejora la tensión nerviosa y la memoria y efectos posibles en ciertos padecimientos geriátricos y desórdenes psiquiátricos.
Se ha sugerido que los mecanismos terapéuticos de acción del extracto de la hoja del Ginkgo se deben a su acción antioxidante, antiagregante plaquetario, antihipóxico, antiedémico, hemorreológico; así como una acción sobre la microcirculación, donde los flavonoides y los terpenoides pudieran actuar de manera complementaria.

## Indicaciones terapéuticas
El extracto de Ginkgo biloba se utiliza en pacientes con insuficiencia circulatoria cerebral, cuando se detecta vértigo, acúfenos, problemas de carácter y afectivos. También está indicado en secuelas de accidentes cerebrovasculares y traumatismos del encéfalo y cráneo, en trastornos vasculares periféricos como el síndrome de Raynaud, en disminución de la memoria y del estado de alerta y atención. No obstante, varios estudios científicos contradicen la eficacia del mismo en la prevención de la enfermedad de Alzheimer y la demencia, así como en la mejoría de la memoria, en el tratamiento de la isquemia cerebral y, más recientemente, en el tratamiento de la fibrosis pulmonar.

## Mecanismo de acción
El extracto de Ginkgo biloba, por su acción antioxidante neutraliza los radicales libres de oxígeno e hidroxilo que se ven aumentados en la isquemia de los tejidos. Las membranas vuelven a ser permeables para permitir a las neuronas cumplir con su acción de nutrimento, por lo que se favorece la captación de glucosa, se normaliza el consumo de oxígeno y se aumenta la síntesis de ATP. Se ha notado que el extracto de Ginkgo biloba mejora la microcirculación cerebral.
Los ginkgólidos del tipo B, conocidos como BN 52021 poseen un gran efecto antagonista del receptor del Factor Activador de las Plaquetas, un glicerofosfólipido, lo que inhibe la agregación plaquetaria normalizando la viscosidad sanguínea y así evitar la formación de trombos en los lechos de la microcirculación. Esta acción benéfica se ha visto también en la isquemia renal y en riñones trasplantados para evitar la agregación plaquetaria.

## Farmacocinética
Tras la administración oral se absorbe un 60 % del fármaco y llega a un máximo a los 30 minutos. Se absorbe vía gástrica e intestinal. El extracto de Ginkgo biloba se distribuye en todos los tejidos, aunque existe preferencia por el tejido nervioso. Se han encontrado trazas del fármaco en hipocampo, cerebelo, cuerpo estriado y corteza y tallo cerebral. Además existe afinidad por vasos sanguíneos, piel y pulmones. La eliminación es ventilación pulmonar (38 %), por las heces (29 %) y la orina (22 %).

## Precauciones especiales
El Ginkgo biloba se deberá usar con precaución en todos los pacientes tratados con antiacoagulantes, antiplaquetarios (incluida la aspirina) o trombolíticos.
Las personas con hemorragia uterina, cerebral reciente, gastrointestinal aguda, hipotensión arterial de gravedad e infarto del miocardio en evolución, deben evitar administrarse el fármaco.
En efecto, no está descartado que la combinación de Ginkgo biloba con fármacos anticoagulantes o antiplaquetarios represente un riesgo serio para la salud. Tales preocupaciones se basan mayormente en la suposición de que el Ginkgo tiene actividad antiplaquetaria clínicamente relevante, así como evidencias de episodios de sangrado asociados al consumo de Ginkgo. Para hacer averiguaciones si estos episodios de sangrado tenían una base farmacodinámica, idiosincrática o coincidental, se hizo una revisión de estudios clínicos controlados e informes de casos. Los resultados de estudios controlados consistentemente señalan que el Ginkgo no afectaría significativamente la hemostasis ni tampoco seriamente la seguridad de la aspirina o la warfarina administradas concomitantemente. No obstante, la posibilidad de un acontecimiento idiosincrático de sangrado debido al uso de Ginkgo no puede quedar excluida con base en la información disponible.

## Toxicidad
Los estudios de toxicidad demuestran que el extracto de la hoja del Ginkgo es relativamente seguro para el consumo, aunque se ha reportado algunos efectos secundarios, como hemorragia cerebral, problemas gastrointestinales, cefaleas, mareo y reacciones alérgicas de la piel. También se ha reportado casos, aunque raros, de hipersensibilidad al fármaco.

## Presentaciones farmacéuticas
- Solución en gotas conteniendo 40 mg por ml.
- Comprimidos o tabletas conteniendo 40, 60, 80 y 120 mg.